# Hans Rosenhagen

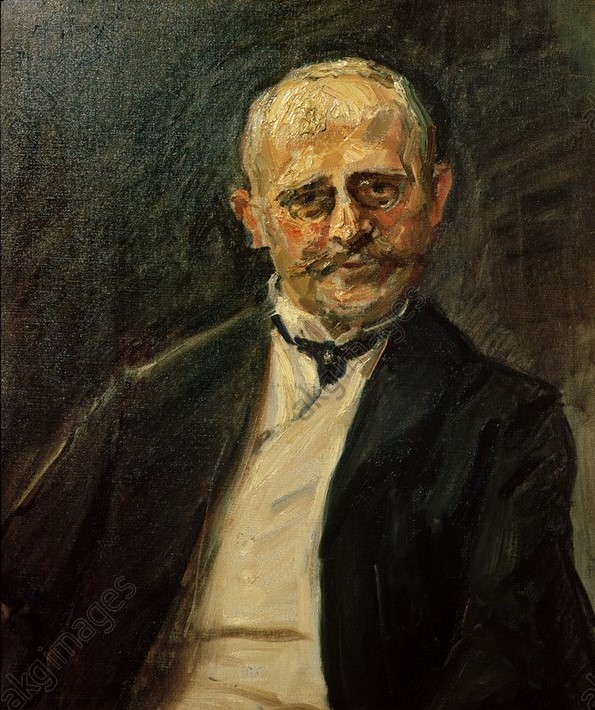
Hans Rosenhagen, gemalt von Max Slevogt (1908)

Hans Victor Rosenhagen (* 1. Mai 1858 in Berlin; † 2. März 1943 ebenda) war ein deutscher Kunstkritiker.
Er studierte Kunstgeschichte in Berlin unter anderem bei Herman Grimm. 1890 bis 1896 war er Herausgeber der Kunstzeitschrift Das Atelier. Später war er als Kunstreferent bei der Täglichen Rundschau und dem Berliner Tag tätig  und schrieb für zahlreiche andere Zeitungen. Außerdem veröffentlichte er mehrere Monographien, unter anderem über Max Liebermann und Fritz von Uhde.
Bekannt ist Hans Rosenhagen vor allem als Verfasser zweier Artikel, die im April 1902 im Tag erschienen und in denen er unter dem Titel Münchens Niedergang als Kunststadt die konservative Kulturpolitik der bayerischen Metropole scharf kritisierte. Er warf der Stadt vor allem fehlende Unterstützung für die Secession vor, weshalb bedeutende Künstler wie Lovis Corinth und Max Slevogt nach Berlin abgewandert seien.
Die Kritik Rosenhagens wurde Ausgangspunkt einer breit rezipierten und noch Jahrzehnte andauernden Debatte, in deren Verlauf „Münchens Niedergang als Kunststadt“ zu einem geflügelten Wort wurde. Noch 1929 griff Adolf Hitler die Kontroverse auf und widersprach, im Gegenteil sei der „Niedergang der deutschen Kunst […] in München noch am wenigsten zu fühlen“.